# Miasa
Genre
Miasa est un genre d'insectes hémiptères de la famille des Dictyopharidae. 

## Répartition
Les espèces de ce genre se rencontrent en Asie du Sud-Est, notamment en Birmanie, en Indonésie (Bornéo, Java et Sumatra), en Malaisie (Bornéo, Sabah, Sarawak et Malaisie péninsulaire), en Chine (Yunnan), en Thaïlande, au Vietnam et à Singapour.
Ainsi, la limite de répartition la plus septentrionale du genre est le Sud du Yunnan, en Chine, la plus orientale atteint le Nord-Est de Bornéo et la plus méridionale s'étend jusqu'au Nord de Java.

## Description
Le corps est allongé.

### Coloration
La couleur générale des espèces du genre est brun ferrugineux marqué de vert pâle et de noir sur la partie dorsale.
Les femelles sont légèrement plus foncées que les mâles. La tête est, avec le processus céphalique, noire au dessus et vert pâle ou ochracé en dessous. Les yeux sont fuchsia ou brun rougeâtre. Le postclypeus, l'anteclypeus et le dessous du thorax sont noir et blanc. Les ailes antérieures sont hyalines avec une nervation et une strie sur le tiers distal de l'aile ochracée terne ou sombre. Les pattes sont ochracées. Les coxae, les trochanters et la base des fémurs postérieurs sont noirs. Les tibias antérieurs présentent un anneau subapicale proéminent de couleur blanc crème.

### La tête
La tête est fortement développée vers l'avant. Elle est épaisse et subglobuleuse jusqu'au-delà des yeux, puis brusquement rétrécie en un long appendice linéaire droit, nettement recourbé, qui est médialement sillonné sur le dessus et sur le dessous.
 
Le vertex est légèrement convexe à la base, presque rectangulaire, avec la surface postérieure élevée par rapport au pronotum.

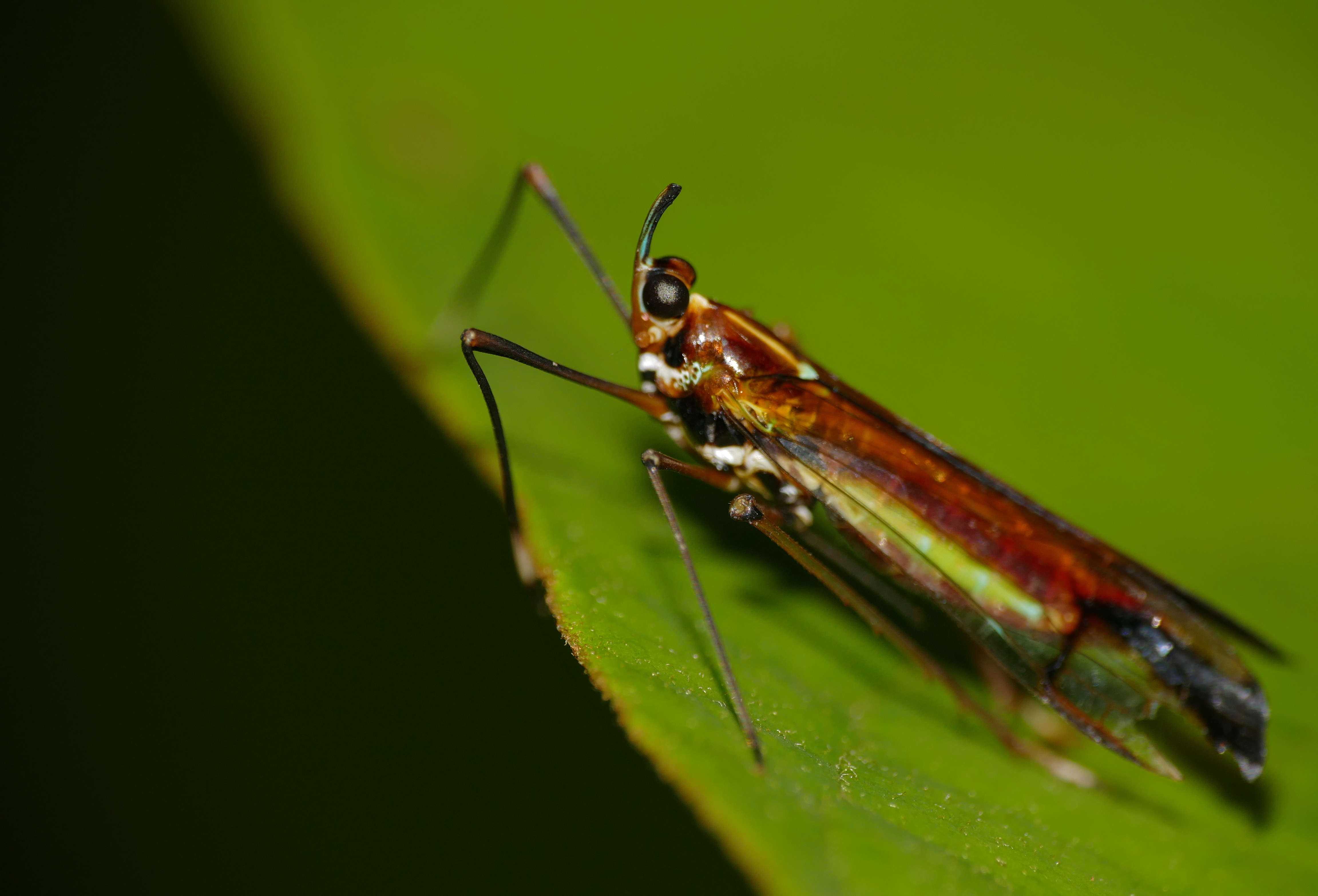
Miasa nigromaculata.

Les carènes latérales sont parallèles, fortement striées à la base, et brusquement et fortement rétrécies et incurvées vers le haut devant les yeux. Elles sont très étroites et médialement sillonnées dans la partie restante et pointues apicalement. Le bord postérieur est arqué. La carène médiane est absente.
 
Le front est allongé, modérément convexe et élargie apicalement. Ses bords latéraux sont carénés et elle présente une forte crête longitudinale centrale. La partie antérieure présente des carènes intermédiaires fortement rétrécies et faisant saillie vers l'avant en vue ventrale et latérale de sorte que la partie apicale du frons est nettement visible en vue dorsale. Les carènes latérales sont striées et nettement élargies vers l'extérieur sous les antennes. Elles sont plus ou moins convergentes vers les yeux et brusquement fortement rétrécies devant les yeux. Le bord postérieur est largement concave. La carène médiane est faiblement robuste à la moitié basale et plus ou moins fine pour le reste.
 
Les carènes intermédiaires sous le processus céphalique sont très étroites et sillonnées et s'approchent du bord antérieur des yeux.
 
Le postclypeus et l'anteclypeus sont fortement convexes au milieu avec une carène médiane distincte. Le rostre est très fin et long, dépassant l'apex des fémurs postérieurs et atteignant à peu près le milieu de l'abdomen avec le segment distal légèrement plus long que le basal. Les yeux composés sont grands et ronds, le calus postocularis formant un triangle saillant postérieurement. Les ocelles sont relativement grands et rougeâtres. Les antennes présentent un très petit scape alors que le pédicelle est grand et subglobuleux avec plus de 40 organes sensoriels en plaques distincts répartis sur toute la surface. 

### Le thorax
Le pronotum nettement plus court que le mésonotum dans la direction médiane et légèrement plus étroit postérieurement.
  
Le bord antérieur, longitudinalement caréné au centre est très fortement sinuée angulairement. Il est développé en saillie angulaire centrale, formant un processus triangulaire.
  
Les bords latéraux sont modérément laminées avec leurs angles antérieurs arrondis et deux carènes latérales de chaque côté entre les yeux et les tegulae. La marge postérieure est largement concave. La carène médiane, fine et haute, présente une grande fosse latérale de chaque côté sans carènes intermédiaires. Le mésonotum est plus ou moins convexe avec trois carènes.
  
La carène médiane est généralement très peu visible et les carènes latérales sont incurvées antérieurement vers la carène médiane. 

### Les pattes
Les pattes sont longues et minces,. Les fémurs postérieurs sont très courts avec une longueur d'environ la moitié de la longueur des tibias postérieurs,. Les fémurs antérieurs sont allongés et arborent une épine émoussée distincte près de l'apex. Les tibias postérieurs portent de cinq à huit épines latérales à pointe noire et parfois les épines basales sont très petites. Ils possèdent également six dents apicales à pointe noire. Les tarsomères postérieurs I et II présentent de sept à neuf dents apicales à pointe noire.

### Élytres et ailes
Les élytres sont long et étroit. Ils sont beaucoup plus long que le corps. Le tiers apical présente des nervures transversales. Le clavus est sans nervure transversale avec une nervure interne très courte et se terminant un peu au-delà de la base des ailes. Les ailes, d'environ 10 mm, sont un tiers plus courte que les élytres avec quelques nervures transversales sur la zone apicale. Les ailes antérieures, beaucoup plus longues que l'abdomen, sont hyalines et allongées. La nervure CuA est la première ramifiée près du milieu avant les nervures Sc + R et M. Les nervures transversales sont très rares, formant une ligne nodale le long des nervures Sc + R, M et CuA au tiers apical. Les cellules apicales sont environ dix à douze. Les nervures Pcu et A1 sont fusionnées en une longue nervure Pcu + A1 au sixième apical du clavus. La zone stigmatique est claire avec de deux à quatre cellules. 

### Génitalia mâle
Le pygophore est nettement plus long ventralement que dorsalement et la marge dorsale est légèrement excavée pour accueillir le segment X. Les gonostyles sont symétriques avec un processus arrondi et bosselé subapical en vue latérale. Le bord supérieur présente un processus à pointe noire dirigé dorsalement à l'apex. Le bord supérieur externe présente lui un processus en forme de crochet dirigé ventralement près du milieu. L’édéage arbore une paire de processus endosomaux sclérotiques, brusquement incurvés antérolatéralement à mi-longueur. La partie apicale se rétrécit progressivement jusqu'à devenir pointue. La phallobase est sclérifiée à sa base et pigmentée. Elle présente deux lobes apicaux membraneux gonflés sans épines. Le segment X est grand et robuste, élargi distalement, avec le bord ventral variablement incurvé. Le bord apical dorsal est excavé en vue dorsale pour accueillir un petit style anal.

### Génitalia femelle
Les gonocoxae VIII présentent deux processus endogonocoxaux membraneux et aplatis sur le lobe endogonocoxal. Les gonopophyses VIII arborent une large lame conjonctive antérieure et sclérotisée. Elles présentent sept dents de tailles et de formes différentes en vue latérale. Les gonopophyses IX ont une lame conjonctive postérieure triangulaire, symétrique, fusionnée avec la plaque intergonocoxale à la base. Les gonoplaques présentent deux lobes fusionnés à la base : le lobe latéral est grand et modérément sclérifié avec quatre longues soies à l'apex et le lobe postérieur, dans lequel une longue plaque sclérifiée est visible, est membraneux. Le segment X est modéré et ovale. Le style anal est relativement grand en vue dorsale.

## Liste des espèces
Le genre comporte sept espèces :
- Miasa borneensis Song, Webb & Liang, 2014 - Malaisie (Bornéo)[1]
- Miasa dichotoma Zheng & Chen, 2018 - Chine (Yunnan)[2]
- Miasa nigromaculata Song, Webb & Liang, 2014 - Malaisie (Bornéo)[1]
- Miasa producta (Lethierry, 1888)[4] - Indonésie (Java, Sumatra)[1]
- Miasa smaragdilinea (Walker, 1857)[5] - Malaisie péninsulaire, Indonésie (Java, îles Mentawaï, Sumatra), Singapour[1]
- Miasa trifoliusa Zheng & Chen, 2018 - Chine (Yunnan)[2]
- Miasa wallacei Muir, 1923[6] - Chine (Yunnan), Birmanie, Malasie péninsulaire, Vietnam, Thailande[1]

## Taxonomie
Le genre Miasa, dénommé par l'entomologiste britannique William Lucas Distant en 1906, a pour espèce type Miasa smaragdilinea par désignation originale,,.

### Publication originale
- (en) W.L. Distant, 1906. Rhynchota, Vol. III. (Heteroptera - Homoptera). The fauna of British India, including Ceylon and Burma. 503 pages. Taylor & Francis, London. [247]. (pdf)